# امبایانگ سو
امبایانگ سو (انگلیسی: Mbayang Sow؛ زادهٔ ۲۱ ژانویهٔ ۱۹۹۳) بازیکن فوتبال است.
وی همچنین در تیم ملی فوتبال Senegal بازی کرده‌است.